# 디스크 운영체제
디스크 운영체제(disk operating system, 디스크 오퍼레이팅 시스템, 간단히 DOS)는 플로피 디스크, 하드 디스크 드라이브, 광 디스크와 같은 디스크 스토리지 장치를 사용할 수 있는 컴퓨터 운영체제이다. 디스크 운영체제는 스토리지 디스크의 파일 정리, 읽기, 쓰기를 위한 파일 시스템을 제공해야 한다. 이 정의는 현재 쓰이는 마이크로소프트 윈도우 버전 등 현 세대의 운영체제에 적용되지는 않으며 더 오래된 세대의 운영체제에 국한시키는 것이 더 적절하다.
디스크 운영체제들은 메인프레임, 마이크로프로세서, 가정용 컴퓨터용으로 이용이 가능했으며 부팅 과정의 일환으로 직접 디스크에서 로드되는 것이 보통이었다.

## 운영체제의 확장기능이었던 디스크 운영체제
- 애플 도스
- 코모도어 도스
- 아타리 도스
- MSX-DOS
- 디스크 파일링 시스템
- 어드밴스트 디스크 파일링 시스템(ADFS)
- AMSDOS
- GDOS, G+DOS

## 메인 OS였던 디스크 운영체제
일부 디스크 운영체제들은 컴퓨터 시스템 전반을 위한 운영체제였다.
- IBM 시스템/360 계열의 메인프레임 컴퓨터를 위한 DOS/360 초기/단순 운영체제 (나중에 DOS/VSE가 되었으며 그 뒤로 간단히 VSE로 불렸다).
- DEC PDP-11 미니컴퓨터용 DOS-11 운영체제.
- TRSDOS는 탠디의 TRS-80 계열의 컴퓨터용 운영체제였다.[1]
- 인텔 x86 CPU와 호환되는 IBM PC용 MS-DOS.

## 같이 보기
- 라이브 CD